# Iverson Molinar
Iverson Latrell Molinar Jones (Panama, 3 dicembre 1999) è un cestista panamense.

## Carriera
Con Panama ha disputato i Campionati americani del 2017.